# Rémi Mauger
Pour les articles homonymes, voir Mauger.
Rémi Mauger, né en 1958 à Herqueville (Manche), est un journaliste et réalisateur de documentaires français.

## Biographie
Il commence sa carrière en collaborant aux rédactions de TF1, Antenne 2 et FR3 et intègre en 1985 la rédaction de France 3 Normandie à Caen, où il présente pendant plusieurs années le journal du 19/20. 
En 1997, il réalise un film sur sainte Thérèse de Lisieux, Thérèse superstar, lauréat du festival international du film d'histoire de Pessac. En 2000, il réalise Atomes crochus, consacré à l'industrie nucléaire dans la Hague, sélectionné au festival international des programmes audiovisuels de Biarritz. 
Disciple de Raymond Depardon, son film Paul dans sa vie sort en 2005. Paul dans sa vie est le portrait d’un paysan d’un autre âge, en fusion avec la nature. Le documentaire est primé d'un FIPA d'argent au festival international des programmes audiovisuels de Biarritz en 2005, du prix du Syndicat français de la critique 2006 et du prix Découverte de la SCAM en 2006. Le film sort en salles le 3 mai 2006 et réalise plus de 100 000 entrées au box office français.

## Filmographie
- 1988 : La Mère Denis, sa vie, son œuvre
- 1989 : L’Honneur perdu des paysans
- 1989 : Fugue en sol mineur
- 1994 : Bobosse, le flibustier du Bocage
- 1997 : Thérèse superstar
- 2000 : Atomes crochus
- 2005 : Paul dans sa vie
- 2006 : Un siècle à nous deux
- 2011 : La sortie de l'année
- 2024 : Pour faire un monde[5]